# Departamento de Justicia de la Generalidad de Cataluña
El consejero de Justicia y Calidad Democrática (en catalán: conseller de Justícia i Qualitat Democràtica) de la Generalidad de Cataluña ostenta la máxima representación. El actual consejero es Ramon Espadaler i Parcerisas, y ocupa el cargo desde el 11 de agosto de 2024.

#### Contenido
1. Funciones
2. Instituto de Medicina Legal y Ciencias Forenses de Cataluña (IMLCFC)
3. Centro de Iniciativas para la Reinserción (CIRE)
4. Centro de Mediación de Cataluña
5. Centro de Estudios Jurídicos y Formación Especializada (CEJFE)
6. Memorial Democrático
7. Centro de Historia Contemporánea de Cataluña (CHCC)
8. Lista de consejeros
9. Notas
10. Referencias
11. Enlaces externos

## Funciones
Son competencia del Departamento:
- Las funciones relacionadas con la Administración de Justicia en Cataluña y su modernización.
- Los servicios penitenciarios, la reinserción y la justicia juvenil.
- La conservación, actualización y desarrollo del derecho civil de Cataluña.
- Las asociaciones, fundaciones, colegios profesionales y academias.
- Los notarios y registradores.
- La promoción y desarrollo de los medios alternativos de resolución de conflictos.
- La memoria democrática.
- Los procesos electorales.
- Los asuntos religiosos.
- Las políticas de calidad democrática.
- Cualquier otra función que le atribuyan las leyes y otras disposiciones.

## Instituto de Medicina Legal y Ciencias Forenses de Cataluña (IMLCFC)
El Instituto de Medicina Legal y Ciencias Forenses de Cataluña es un órgano técnico al servicio de la Administración de justicia, adscrito al Departamento de Justicia  y Calidad Democràtica y dependiente de la Secretaría para la Administración de Justicia, con sede en la Ciudad de la Justicia de Barcelona y L’Hospitalet de Llobregat. El instituto tiene una doble misión: por un lado, asistir a juzgados, tribunales, fiscalías, etc., mediante la práctica de las pruebas periciales médicas previstas en la normativa y, por otro lado, ejercer la docencia y la investigación relacionadas con la medicina legal y forense.
El Servicio de Clínica Médico-Forense tiene las funciones de llevar a cabo peritaciones médico-legales, controles periódicos de lesionados y valoraciones de daños corporales que sean objeto de actuaciones procesales, así como de prestar asistencia o vigilancia facultativa de detenidos. Dependen de él la Sección de Psiquiatría y la Unidad de Psicología, compuesta por psicólogos y no por médicos. Los psicólogos forenses, en este caso, tienen las funciones de asistir a los médicos forenses en las exploraciones psicológicas y a los órganos judiciales en referencia a temas psicológicos, y de emitir dictámenes periciales solicitados por médicos forenses, fiscalía, juzgados o tribunales.

## Centro de Iniciativas para la Reinserción (CIRE)
El Centro de Iniciativas para la Reinserción (CIRE), creado por la Ley 5/1989, de 12 de mayo, es una empresa pública del Departamento de Justicia y Calidad Democrática cuyo objetivo fundamental es la reinserción sociolaboral de las personas privadas de libertad a través de la formación en oficios y el trabajo productivo.
son negreros se llevan parte del sueldo de los trabajadores

## Centro de Mediación de Cataluña
El Centro de Mediación de Cataluña —creado por la Ley 15/2009, de 22 de julio, de mediación en el ámbito del derecho privado— es una institución adscrita al Departamento de Justicia que tiene como principales objetivos fomentar y difundir la mediación y facilitar el acceso a ella a todos los ciudadanos, estudiar las técnicas de mediación, gestionar el Registro general de personas mediadoras en el ámbito familiar y el Registro general de personas mediadoras en los ámbitos de derecho privado, designar a la persona mediadora, hacer un seguimiento del procedimiento, homologar los estudios, los cursos y la formación específica en materia de mediación y organizar el servicio público. En 2015 presentó el Plan Nacional de Impulso de la Mediación.

## Centro de Estudios Jurídicos y Formación Especializada (CEJFE)
El Centro de Estudios Jurídicos y Formación Especializada (CEJFE) es un organismo autónomo administrativo adscrito al Departamento de Justicia y Calidad Democrática de la Generalidad de Cataluña, creado por la Ley 18/1990, de 15 de noviembre, con el fin de desarrollar actividades de formación especializada y de investigación en los ámbitos del derecho y la justicia.
La misión principal del centro consiste en planificar y organizar la formación de todo el personal que trabaja en el Departamento de Justicia, así como fomentar la investigación en estudios sobre la ejecución penal y las ciencias de la criminología, la administración de justicia y el derecho propio de Cataluña.

## Memorial Democrático
El Memorial Democrático de Cataluña es una institución pública de la Generalidad de Cataluña, independiente de toda opción política, religiosa o ideológica, que persigue el respeto de los derechos humanos. Fue creado el 1 de noviembre de 2007 con la Ley 13/2007, de 31 de octubre, del Memorial Democrático.

## Centro de Historia Contemporánea de Cataluña (CHCC)
El Centro de Historia Contemporánea de Cataluña (CHCC) tiene como objetivo la recogida de documentación sobre la historia contemporánea de Cataluña y fomentar su investigación y divulgación. De esta forma, el CHCC promueve y en algunos casos dirige estudios y trabajos de investigación, así como la redacción de memorias de personas que evocan vivencias de la Guerra Civil, la posguerra, la lucha antifranquista y el exilio.

## Lista de consejeros
| Legislatura                                                    | Nombre              | Nombre                       | Inicio mandato          | Fin mandato             | Partido político                                         |
| -------------------------------------------------------------- | ------------------- | ---------------------------- | ----------------------- | ----------------------- | -------------------------------------------------------- |
| Departamento de Justicia (1980-2002)                           |                     |                              |                         |                         |                                                          |
| I                                                              |                     | Ignasi de Gispert            | 8 de mayo de 1980       | 24 de agosto de 1982    | Convergència i Unió                                      |
| I                                                              |                     | Agustí Bassols               | 24 de agosto de 1982    | 9 de mayo de 1986       | Convergència i Unió                                      |
| II                                                             |                     | Agustí Bassols               | 24 de agosto de 1982    | 9 de mayo de 1986       |                                                          |
|                                                                | Joaquim Xicoy       | 9 de mayo de 1986            | 4 de julio de 1988      | Convergència i Unió     |                                                          |
| III                                                            |                     | Agustí Bassols               | 4 de julio de 1988      | 22 de diciembre de 1992 | Convergència i Unió                                      |
| IV                                                             |                     | Agustí Bassols               | 4 de julio de 1988      | 22 de diciembre de 1992 |                                                          |
|                                                                | Antoni Isac         | 22 de diciembre de 1992      | 1 de febrero de 1995    | Convergència i Unió     |                                                          |
|                                                                | Núria de Gispert    | 1 de febrero de 1995         | 5 de febrero de 2001    | Convergència i Unió     |                                                          |
| V                                                              | Núria de Gispert    | 1 de febrero de 1995         | 5 de febrero de 2001    | Convergència i Unió     |                                                          |
| VI                                                             | Núria de Gispert    | 1 de febrero de 1995         | 5 de febrero de 2001    | Convergència i Unió     |                                                          |
|                                                                | Josep Delfí Guàrdia | 5 de febrero de 2001         | 4 de noviembre de 2002  | Convergència i Unió     |                                                          |
| Departamento de Justicia e Interior (2002-2003)                |                     |                              |                         |                         |                                                          |
| VI                                                             |                     | Núria de Gispert             | 4 de noviembre de 2002  | 17 de diciembre de 2003 | Convergència i Unió                                      |
| Departamento de Justicia (2003-2022)                           |                     |                              |                         |                         |                                                          |
| VII                                                            |                     | Josep Maria Vallès           | 17 de diciembre de 2003 | 29 de noviembre de 2006 | Partit dels Socialistes de Catalunya-Ciutadans pel Canvi |
| VIII                                                           |                     | Montserrat Tura              | 29 de noviembre de 2006 | 29 de diciembre de 2010 | Partit dels Socialistes de Catalunya                     |
| IX                                                             |                     | Pilar Fernández Bozal        | 29 de diciembre de 2010 | 27 de diciembre de 2012 | Independiente                                            |
| X                                                              |                     | Germà Gordó                  | 27 de diciembre de 2012 | 14 de enero de 2016     | Convergència Democràtica de Catalunya                    |
| XI                                                             |                     | Carles Mundó                 | 14 de enero de 2016     | 28 de octubre de 2017   | Esquerra Republicana de Catalunya                        |
| XII                                                            |                     | Ester Capella                | 29 de mayo de 2018      | 26 de mayo de 2021      | Esquerra Republicana de Catalunya                        |
| XIII                                                           |                     | Lourdes Ciuró                | 26 de mayo de 2021      | 10 de octubre de 2022   | Junts per Catalunya                                      |
| Departamento de Justicia, Derechos y Memoria (2022-actualidad) |                     |                              |                         |                         |                                                          |
| XIII-XIV                                                       |                     | Gemma Ubasart                | 10 de octubre de 2022   | 11 de agosto de 2024    | Independiente                                            |
| Departamento de Justicia y Calidad Democrática (2024-)         |                     |                              |                         |                         |                                                          |
| XV                                                             |                     | Ramon Espadaler i Parcerisas | 11 de agosto de 2024    |                         | Units per Avançar                                        |